# Cristilabrum bubulum
Cristilabrum bubulum és una espècie de gastròpode eupulmonat terrestre de la família Camaenidae que es troba a Austràlia.